# Hercules (1781)
Lo Hercules era un vascello di terza classe da 68 cannoni in servizio nella marina olandese tra il 1782 e il 1797, e poi nella Royal Navy come HMS Delft tra il 1797 e il 1822.

## Storia
Realizzato per contro dell'Ammiragliato di Rotterdam secondo i piani costruttivi redatti da Pieter van Zwijndregt, il vascello da 68 cannoni Hercules fu impostato presso il cantiere navale di Jacob Spaan a Wilgenbos, vicino a Dordrecht, e venne varato il 12 aprile 1781.  Dal 16 febbraio 1790 lo Hercules, insieme a numerose altre navi da guerra, fu sottoposto a lavori di manutenzione presso il cantiere di Hellevoetsluis.
All'inizio dell'anno 1792, lo Hercules si trovava sulla Mosa a Rotterdam ed era in buone condizioni operative. Nel 1795 la nave transitò in servizio nella marina batava
Il 7 giugno 1796, il viceammiraglio de Winter ordinò a tutti i comandanti delle navi da guerra del paese di dotarsi del numero del loro 'spreekwimpel'  che era indicato su un elenco con ciascuna nave, il numero dello Hercules era il n. 7, e la nave era al comando del capitano G.J. van Rijsoort. 
Nel 1797 fu assegnato alla squadra navale dell'ammiraglio Jan Willem de Winter. Detta squadra navale salpò da Texel alle 10:00 dell'8 ottobre, e navi olandesi vennero rapidamente avvistate dalla flottiglia al comando del captain Henry Trollope, che iniziò ad inseguirle. Da quando aveva lasciato la rada di Texel, de Winter non riuscì mai a sfuggire alle navi di Trollope: la sera del 10 ottobre, diverse navi olandesi furono distaccate dal grosso della squadra per cercare di allontanare il le navi di Trollope mentre la flotta olandese si allontanava dalla Mosa, ma non riuscirono mai ad avvicinarsi alle più veloci navi britanniche. Non essendo riuscito a raggiungere l'appuntamento con un altro vascello al largo della Mosa, de Winter virò quindi a nord-ovest, navigando al largo di Lowestoft nel Suffolk e di nuovo tentando, senza successo, di allontanare le navi di Trollope. Lì lo raggiunsero i rapporti dei pescherecci olandesi sull'apparizione delle navi di linea del viceammiraglio Adam Duncan al largo di Texel, e richiamò immediatamente le sue navi ordinando nel contempo alla flotta di tornare indietro verso la costa olandese, puntando al villaggio di Scheveningen. Nel frattempo, ulteriori messaggi di Trollope che riportavano i movimenti olandesi avevano raggiunto Duncan e lui virò con la sua flotta verso ovest, seguendo la costa olandese. Alle 07:00 del mattino dell'11 ottobre la squadra di Trollope avvistò le vele a nord-est e, dopo aver confermato che si trattava della flotta di Duncan, segnalò che la flotta olandese si trovava a circa 3 miglia nautiche (5,6 km) più a sud-ovest, diventando visibile alla flotta entro le 08:30. Il primo chiaro avvistamento delle navi olandesi fu segnalato dal capitano Peter Halkett della Circe, che era salito sull'albero maestro per avere una visuale migliore. A questo punto le navi olandesi stavano navigando verso terra, a circa 9 miglia nautiche (17 km) dalla costa dell'Olanda Settentrionale, vicino al villaggio di Camperduin.
Alle 12:05 Duncan alzò il segnale e ordinò alle sue navi di ingaggiare da vicino il nemico. Allo stesso tempo lo Hercules, che si trovava in coda alla divisione di avanguardia, subito dopo il Brutus, su cui alzava la sua insegna il contrammiraglio Samuel Story, fu impegnato in combattimento da vascello britannico Bedford. Le bordate di quest'ultimo provocarono l'esplosione di un barile di polvere da sparo. Il conseguente incendio si propagò alle vele e al sartiame, e provocò una tregua nella battaglia poiché l'equipaggio dello Hercules tentò disperatamente di spegnere l'incendio mentre le altre navi olandesi si affrettarono ad allontanarsi dalla nave in fiamme con essa che si spostava attraverso la mischia. Il sopraggiunto vascello Russell arrivando da nord per unirsi all'attacco, incontrò lo Hercules il cui incendio era stato spento, e  il cui equipaggio aveva gettato tutte le munizioni in mare per evitare che la nave esplodesse. La nave era quindi indifesa, e il comandante Ruijsoort ammainò immediatamente la bandiera arrendendosi.
Lo Hercules fu successivamente rinominato HMS Delft e il vascello venne rimesso in servizio attivo a Chatham a partire dall'8 gennaio 1798 con un armamento composto da 28 cannoni da 32 libbre, 28 da 18 libbre, 8 carronate da 24 libbre e 4 cannoni da 9 libbre ed equipaggio composto da 491 uomini. La nave era al comando del captain Robert Redmill, che lo mantenne fino al 1801.
Nel febbraio 1799 fu trasformato, al costo di 16.144 sterline, in nave trasporto truppe, con un armamento ridotto a 28 cannoni da 18 libbre, 10 carronate da 24 libbre e 4 cannoni da 9 libbre ed equipaggio composto da 491 uomini. Nel 1801 si trovava a Yarmouth al comando del tenente William Hobbst, cui seguì il tenente Frederick Whitworth William Aylmer. Nell'agosto 1802 fu convertito in nave deposito munizioni a Chatham, e il 3 settembre 1803 passò al comando del tenente Leslie Boulderson, che lo mantenne sino all'ottobre dello stesso anno. Radiato dal servizio nel 1822, fu affondato come frangiflutti al largo di Harwich nel settembre di quell'anno.

### Fonti
1. 1 2 3 4 5  Lyon, Winfield 2004, p. 49.
2. 1 2  Tree Decks.
3. 1 2 3 4  Tree Decks.
4. ↑  Clowes 1997, p. 327.
5. ↑  Clowes 1826, p. 68.
6. ↑  Clowes 1997, p. 326.
7. ↑  James 1826, p. 67.
8. ↑  Brenton 1823, p. 353.
9. ↑  Padfield 2000, p. 102.
10. 1 2  James 1826, p. 70.